# Ocymyrmex micans
Ocymyrmex micans är en myrart som beskrevs av Auguste-Henri Forel 1910. Ocymyrmex micans ingår i släktet Ocymyrmex och familjen myror. Inga underarter finns listade i Catalogue of Life.